# National Basketball Association 2003-2004
La stagione della National Basketball Association 2003-2004 fu la 58ª edizione del campionato NBA. La stagione si concluse con la vittoria dei Detroit Pistons, che sconfissero i Los Angeles Lakers per 4-1 nelle finali NBA.

## Squadre partecipanti
- Atlanta Hawks
- Boston Celtics
- Chicago Bulls
- Cleveland Cavaliers
- Dallas Mavericks
- Denver Nuggets
- Detroit Pistons
- G.S. Warriors
- Houston Rockets
- Indiana Pacers
- L.A. Clippers
- L.A. Lakers
- Memphis Grizzlies
- Miami Heat
- Milwaukee Bucks

- Minnesota T'wolves
- N.J. Nets
- N.O. Hornets
- N.Y. Knicks
- Orlando Magic
- Phoenix Suns
- Philadelphia 76ers
- Portland T. Blazers
- Sacramento Kings
- San Antonio Spurs
- Seattle S.Sonics
- Toronto Raptors
- Utah Jazz
- Wash. Wizards

## Classifica finale

### Eastern Conference
Atlantic Division
|  |    |                    | G  | V  | P  | %    | GB |
|  | -- | ------------------ | -- | -- | -- | ---- | -- |
|  | 1. | N.J. Nets (3)      | 82 | 47 | 35 | 57,3 | -  |
|  | 2. | Miami Heat (4)     | 82 | 42 | 40 | 51,2 | 5  |
|  | 3. | N.Y. Knicks (7)    | 82 | 39 | 43 | 47,6 | 8  |
|  | 4. | Boston Celtics (8) | 82 | 36 | 46 | 43,9 | 11 |
|  | 5. | Philadelphia 76ers | 82 | 33 | 49 | 40,2 | 14 |
|  | 6. | Wash. Wizards      | 82 | 25 | 57 | 30,5 | 22 |
|  | 7. | Orlando Magic      | 82 | 21 | 61 | 25,6 | 26 |

Central Division
|  |    |                     | G  | V  | P  | %    | GB |
|  | -- | ------------------- | -- | -- | -- | ---- | -- |
|  | 1. | Indiana Pacers (1)  | 82 | 61 | 21 | 74,4 | -  |
|  | 2. | Detroit Pistons (2) | 82 | 54 | 28 | 65,9 | 7  |
|  | 3. | N.O. Hornets (5)    | 82 | 41 | 41 | 50,0 | 20 |
|  | 4. | Milwaukee Bucks (6) | 82 | 41 | 41 | 50,0 | 20 |
|  | 5. | Cleveland Cavaliers | 82 | 35 | 47 | 42,7 | 26 |
|  | 6. | Toronto Raptors     | 82 | 33 | 49 | 40,2 | 28 |
|  | 7. | Atlanta Hawks       | 82 | 28 | 54 | 34,1 | 33 |
|  | 8. | Chicago Bulls       | 82 | 23 | 59 | 28,0 | 38 |

### Western Conference
Midwest Division
|  |    |                        | G  | V  | P  | %    | GB |
|  | -- | ---------------------- | -- | -- | -- | ---- | -- |
|  | 1. | Minnesota T'wolves (1) | 82 | 58 | 24 | 70,7 | -  |
|  | 2. | San Antonio Spurs (3)  | 82 | 57 | 25 | 69,5 | 1  |
|  | 3. | Dallas Mavericks (5)   | 82 | 52 | 30 | 63,4 | 6  |
|  | 4. | Memphis Grizzlies (6)  | 82 | 50 | 32 | 61,0 | 8  |
|  | 5. | Houston Rockets (7)    | 82 | 45 | 37 | 54,9 | 13 |
|  | 6. | Denver Nuggets (8)     | 82 | 43 | 39 | 52,4 | 15 |
|  | 7. | Utah Jazz              | 82 | 42 | 40 | 51,2 | 16 |

Pacific Division
|  |    |                      | G  | V  | P  | %    | GB |
|  | -- | -------------------- | -- | -- | -- | ---- | -- |
|  | 1. | L.A. Lakers (2)      | 82 | 56 | 26 | 68,3 | -  |
|  | 2. | Sacramento Kings (4) | 82 | 55 | 27 | 67,1 | 1  |
|  | 3. | Portland T. Blazers  | 82 | 41 | 41 | 50,0 | 15 |
|  | 4. | Seattle S.Sonics     | 82 | 37 | 45 | 45,1 | 19 |
|  | 5. | G.S. Warriors        | 82 | 37 | 45 | 45,1 | 19 |
|  | 6. | Phoenix Suns         | 82 | 29 | 53 | 35,4 | 27 |
|  | 7. | L.A. Clippers        | 82 | 28 | 54 | 34,1 | 28 |

## Vincitore
| Campione NBA 2003-2004      |
| --------------------------- |
| Detroit Pistons (3º titolo) |

## Statistiche

### Statistiche individuali
| Categoria        | Giocatore          | Squadra                             | Stat |
| Punti            | Tracy McGrady      | Orlando Magic                       | 28.0 |
| Rimbalzi         | Kevin Garnett      | Minnesota T'wolves                  | 13.9 |
| Assist           | Jason Kidd         | N.J. Nets                           | 9.2  |
| Palle rubate     | Baron Davis        | N.O. Hornets                        | 2.4  |
| Stoppate         | Theo Ratliff       | Atlanta Hawks / Portland T. Blazers | 3.6  |
| Palle perse      | Paul Pierce        | Boston Celtics                      | 3.8  |
| Falli            | Theo Ratliff       | Atlanta Hawks / Portland T. Blazers | 3.5  |
| Minuti a partita | Allen Iverson      | Philadelphia 76ers                  | 42.5 |
| FG%              | Shaquille O'Neal   | L.A. Lakers                         | 58.4 |
| FT%              | Predrag Stojaković | Sacramento Kings                    | 92.7 |
| 3FG%             | Anthony Peeler     | Sacramento Kings                    | 48.2 |
| Efficienza       | Kevin Garnett      | Minnesota T'wolves                  | 29.4 |
| ---------------- | ------------------ | ----------------------------------- | ---- |

### Statistiche di squadra
| Categoria             | Squadra                               | Stat  |
| Punti per gara        | Dallas Mavericks                      | 105.2 |
| Rimbalzi per gara     | Cleveland Cavaliers                   | 45.6  |
| Assist per gara       | Sacramento Kings                      | 26.2  |
| Palle rubate per gara | Memphis Grizzlies                     | 9.7   |
| Stoppate per gara     | Detroit Pistons                       | 7.0   |
| Palle perse per gara  | Wash. Wizards                         | 17.5  |
| FG%                   | Sacramento Kings / Minnesota T'wolves | 46.2  |
| FT%                   | Dallas Mavericks                      | 79.6  |
| 3FG%                  | Sacramento Kings                      | 40.1  |
| +/-                   | San Antonio Spurs                     | +8.1  |
| --------------------- | ------------------------------------- | ----- |

## Premi NBA
- NBA Most Valuable Player Award: Kevin Garnett, Minnesota Timberwolves
- NBA Rookie of the Year Award: LeBron James, Cleveland Cavaliers
- NBA Defensive Player of the Year Award: Ron Artest, Indiana Pacers
- NBA Sixth Man of the Year Award: Antawn Jamison, Dallas Mavericks
- NBA Most Improved Player Award: Zach Randolph, Portland Trail Blazers
- NBA Coach of the Year Award: Hubie Brown, Memphis Grizzlies
- NBA Executive of the Year Award: Jerry West, Memphis Grizzlies
- Sportsmanship Award: P.J. Brown, New Orleans Hornets
- All-NBA First Team:
  - F - Kevin Garnett, Minnesota Timberwolves
  - F - Tim Duncan, San Antonio Spurs
  - C - Shaquille O'Neal, Los Angeles Lakers
  - G - Kobe Bryant, Los Angeles Lakers
  - G - Jason Kidd, New Jersey Nets
- All-NBA Second Team:
  - F - Jermaine O'Neal, Indiana Pacers
  - F - Predrag Stojaković, Sacramento Kings
  - C - Ben Wallace, Detroit Pistons
  - G - Sam Cassell, Minnesota Timberwolves
  - G - Tracy McGrady, Orlando Magic
- All-NBA Third Team
  - F - Ron Artest, Indiana Pacers
  - F - Dirk Nowitzki, Dallas Mavericks
  - C - Yao Ming, Houston Rockets
  - G - Baron Davis, New Orleans Hornets
  - G - Michael Redd, Milwaukee Bucks
- All-Defensive First Team
  - F - Ron Artest, Indiana Pacers
  - F - Kevin Garnett, Minnesota Timberwolves
  - C - Ben Wallace, Detroit Pistons
  - G - Bruce Bowen, San Antonio Spurs
  - G - Kobe Bryant, Los Angeles Lakers
- All-Defensive Second Team
  - F - Andrej Kirilenko, Utah Jazz
  - F - Tim Duncan, San Antonio Spurs
  - C - Theo Ratliff, Portland Trail Blazers
  - G - Doug Christie, Sacramento Kings
  - G - Jason Kidd, New Jersey Nets
- All-Rookie First Team:
  - LeBron James, Cleveland Cavaliers
  - Carmelo Anthony, Denver Nuggets
  - Dwyane Wade, Miami Heat
  - Chris Bosh, Toronto Raptors
  - Kirk Hinrich, Chicago Bulls
- All-Rookie Second Team:
  - Udonis Haslem, Miami Heat
  - Marquis Daniels, Dallas Mavericks
  - Jarvis Hayes, Washington Wizards
  - Josh Howard, Dallas Mavericks
  - T.J. Ford, Milwaukee Bucks